# USS Meade (DD-602)
O USS Meade foi um contratorpedeiro operado pela Marinha dos Estados Unidos e a décima quinta embarcação da Classe Benson. Sua construção começou em março de 1941 nos estaleiros da Bethlehem Shipbuilding em Staten Island e foi lançado ao mar em fevereiro de 1942, sendo comissionado na frota em junho do mesmo ano. Era armado com uma bateria principal de quatro canhões de 127 milímetros e cinco tubos de torpedo de 533 milímetros, tinha um deslocamento de mais de duas mil toneladas e conseguia alcançar uma velocidade máxima acima de 38 nós. 
O Meade foi enviado para apoiar a Campanha de Guadalcanal logo depois de entrar em serviço, participando da Batalha da Ilha Rennell em janeiro de 1943. Pelos anos seguintes ele deu suporte para as campanhas das Ilhas Aleutas, Ilhas Gilbert e Marshall e Filipinas, escoltando porta-aviões e navios de suprimentos, além de tomar parte em ações de bombardeamento. O navio voltou para casa depois do fim da guerra e foi descomissionado em junho de 1946. O Meade permaneceu na reserva até junho de 1971, sendo afundado como alvo de tiro em fevereiro de 1978.